# Mellita quinquiesperforata
Espèce
Les Mellita quinquiesperforata est une espèce d'oursins de l'ordre des Clypéastéroïdes, communément appelé « dollar des sables ».

## Description
Ce sont des oursins plats et circulaires, d'où leur surnom anglais de sand dollars, du fait de la ressemblance de leur squelette avec une grosse pièce d'1 $ canadien. Leur forme est arrondie, avec un test (coquille) perforé de cinq ouvertures de forme allongée (qui leur valent l'autre nom de keyhole urchins, ainsi que leur nom scientifique), projetées vers l'arrière. Le corps est recouvert d'un fin duvet de poils, qui sont en fait les radioles (les « piquants » des oursins réguliers), adaptées à la progression dans le sable. Sur la face aborale (supérieure), les cinq « pétales » ambulacraires forment une fleur très visible.
Ces oursins sont très légèrement plus larges que longs, et mesurent jusqu'à 10 cm de diamètre. Le système apical compte 5-6 plaques. La lunule anale est la plus longue, et l'anus se situe à son embouchure.

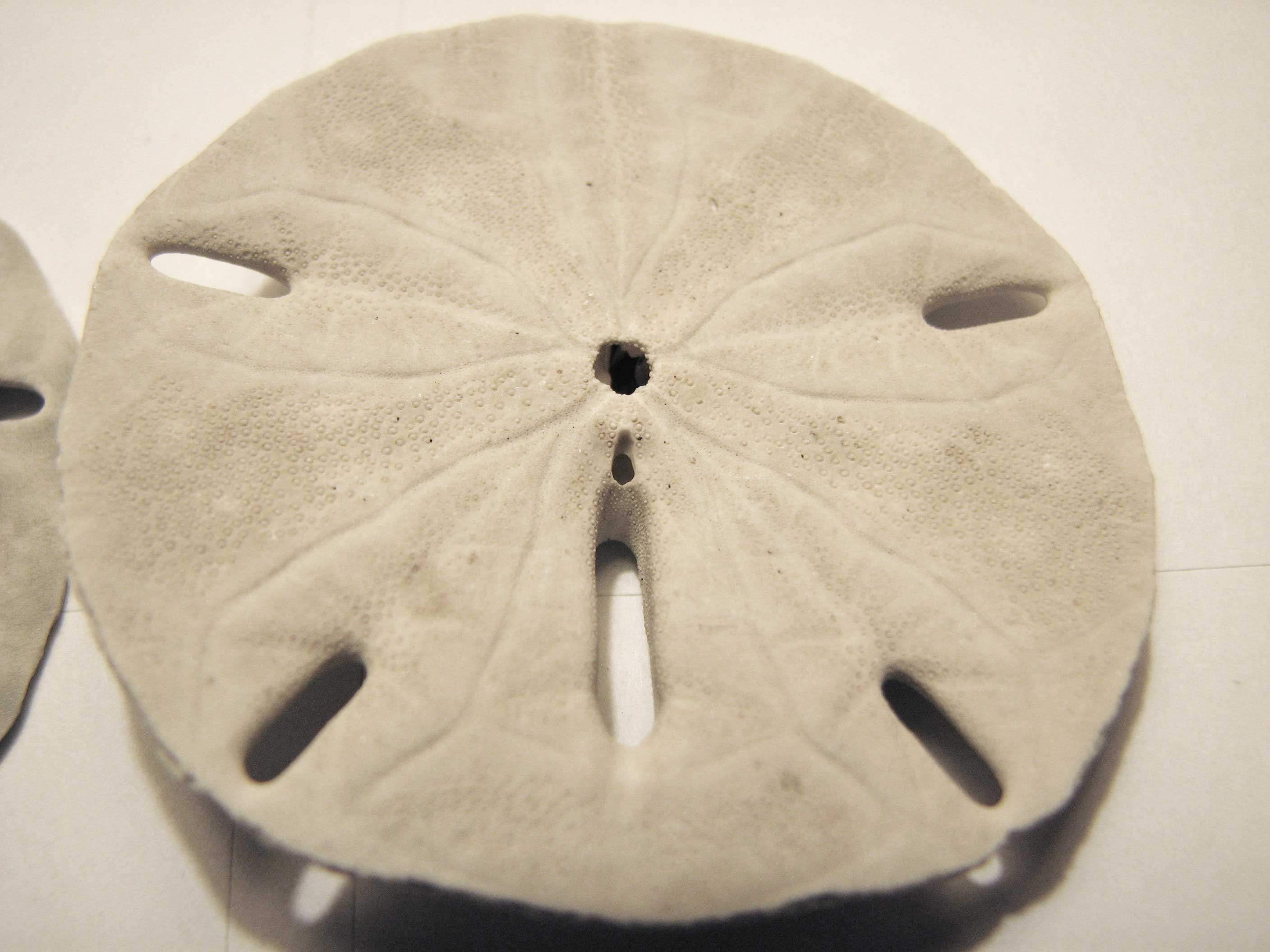
Squelette (test nu), face orale. On distingue la bouche (au centre) et l'anus (en dessous).

## Habitat et comportement
On rencontre les Mellita longifissa dans l'Atlantique Ouest, notamment de la Caroline du Nord au Brésil, et dans toutes les Caraïbes. On les trouve de la surface à 130 m de profondeur, mais surtout à moins de 30 m.
Ce sont des oursins fouisseurs, qui vivent enterrés dans le sable ou la vase, qu'ils filtrent pour en retirer les nutriments dont ils se nourrissent.

## Curiosités
Cet oursin est apparu dans une publicité américaine pour le dentifrice Colgate (au prix d'un certain nombre d'erreurs scientifiques).